# 栋卢
栋卢（法語：Domloup，法語發音：[dɔ̃lu]）是法国伊勒-维莱讷省的一个市镇，位于该省中部偏东南，属于雷恩区。

## 地理
栋卢（48°3'43"N, 1°31'23"W）面积18.54 平方千米，位于法国布列塔尼大區伊勒-维莱讷省，该省份为法国西北部沿海省份，位于布列塔尼半岛东部，北濒大西洋，西接阿摩尔滨海省和莫尔比昂省，南至大西洋卢瓦尔省，西南端接曼恩-卢瓦尔省，东临马耶讷省，东北与芒什省接壤。
与栋卢接壤的市镇（或旧市镇、城区）包括：维莱讷河畔努瓦亚勒、努瓦图、塞松塞维涅、尚特皮、塞什河畔韦恩、沙托日龙。

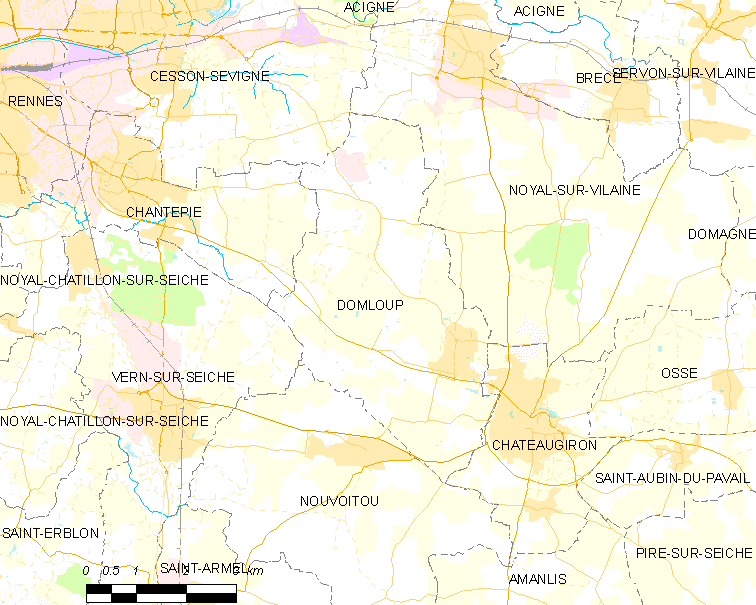
栋卢的OSM定位图

栋卢的时区为UTC+01:00、UTC+02:00（夏令时）。

## 行政
栋卢的邮政编码为35410，INSEE市镇编码为35099。

## 政治
栋卢所属的省级选区为沙托日龙县。

## 人口

1962-2008年间栋卢人口变化图示

栋卢于2022年1月1日时的人口数量为3839人。